# Rafael Sastre des Puigderrós
Rafael Sastre des Puigderrós (Llucmajor, 1735 — Ibídem, 1787) fou un poeta mallorquí i teixidor de lli. Conreà la poesia popular i força popular en la seva època. Cal destacar els seus sainets de caràcter mallorquí, com l'B, el qual n'és obra reconeguda. Part de les seves composicions que no foren publicades s'acabaren transmetent com a obres d'autor anònim.